# Ala (torrente)
Il torrente Ala nasce nella parte nord dei monti Lessini ai piedi del monte Corno (1353 m), in provincia di Trento. Dopo aver attraversato la valle dei Ronchi entra nella città di Ala per poi sfociare nell'Adige in sponda orografica sinistra. 
Nel Cinquecento quando nella città si sviluppò l'allevamento del baco da seta l'acqua del torrente veniva usata per i filatoi. Oggi invece sono presenti alcune derivazioni a scopo idroelettrico che ne riducono notevolmente la portata.
Prima di sfociare nell'Adige, il suo terreno circostante è stato fortificato e sistemato come ostacolo anticarro durante la fine della seconda guerra mondiale dai nazisti che vi costruirono lo sbarramento di Ala, una delle ultime roccaforti prima della fine del conflitto.